# Hermine Haader

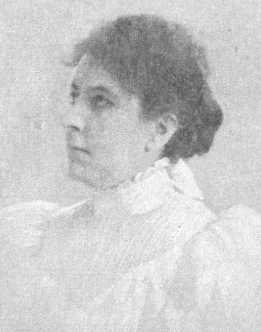
Hermine Haader (Mai 1900 veröffentlicht in Sport & Salon)

Hermine Haader (* 1. Januar 1855 in Wien; † 29. Januar 1928 ebenda) war eine österreichische Malerin.

## Leben
Hermine Haader entstammte einer alteingesessenen Wiener Bürgerfamilie. Ihr Vater war der Hof-Tuchhändler Johann Haader († 1909). Ihre künstlerische Ausbildung erhielt sie bei Hugo Darnaut, Carl Hasch, Carl Haunold und Olga Wisinger-Florian. Sie lebte und arbeitete im Wiener Stadtteil Neubau (Breitegasse 7, zuletzt Karl Schweighofergasse 7).
Hermine Haader malte Stillleben, insbesondere Blumen- und Fruchtstücke, sowie Landschaften in Öl und Aquarell. Sie nahm an einer Reihe von Ausstellungen teil, unter anderem in Karlsbad, Brünn, Dresden und Wien. So präsentierte sie beispielsweise 1906 ein Stillleben bei der Herbstausstellung im Wiener Künstlerhaus. Sie starb 1928 nach schwerer Krankheit in Wien.

## Werke (Auswahl)

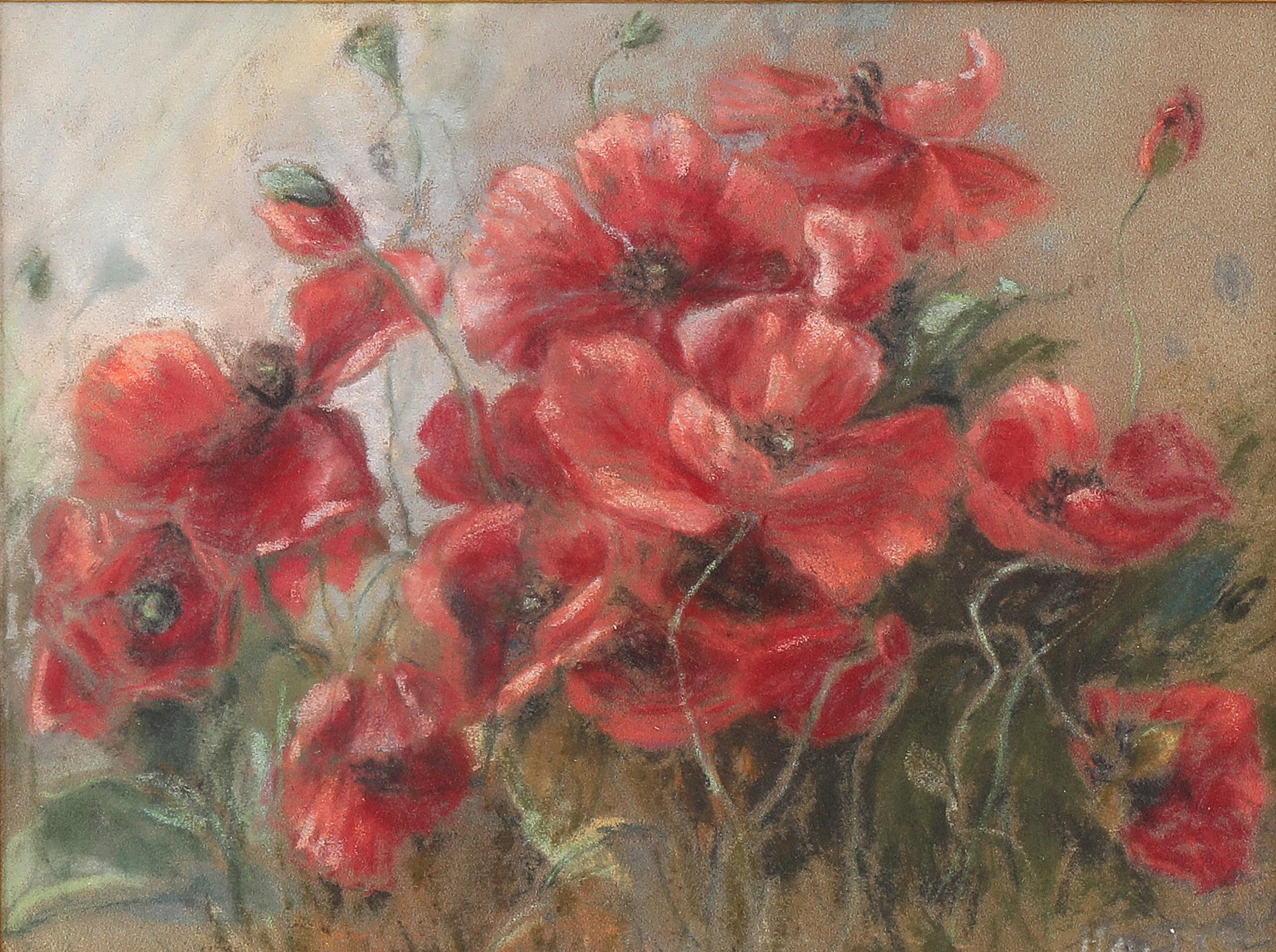
Mohnblumen

- Schneerosen und Motiv aus Weißenbach an der Donau, Öl, 1891 Ausstellung Wiener Künstler-Club[7]
- Sommergruß, Spanische Trauben und Im Schnee, 1900 bei Frauengewerbeausstellung Wien
- Ribiselstamm, 1901 bei Ausstellung der Vereinigung österreichischer bildender Künstler und Künstlerinnen, Wien[8]
- Südliche Trauben, Signatur links unten „Haader“, 1913, Öl auf Leinwand, ca. 63 × 45 cm
- Mandarinen, Ausstellung in Karlsbad
- Herbsternte, Ausstellung in Brünn
- Mohnblumen, Pastell auf Papier, 22,5 × 30 cm
- Alpenrose von der Rax, Öl auf Leinwand, Signatur unten links „H. Haader“, ca. 36 × 46 cm
- Bauerngehöft, Öl auf Leinwand, 42 × 53 cm

## Ausstellungen (Auswahl)
- 1891: Künstler-Club, Wien
- 1898: Mährischer Kunstverein, Brünn[9]
- 1900: Niederösterreichischer Frauengewerbeverein, Blumensäle, Wien[10]
- 1901: Arnoldsche Hof-Kunsthandlung, Dresden[11]
- 1901: VI. Ausstellung der Vereinigung österreichischer bildender Künstler und Künstlerinnen, Wien
- 1902, 1906: Herbstausstellung Wiener Künstlerhaus[12]
- 1916: Kunstverein Baden[13]